# Вилмингтон (Делавер)
Вилмингтон (енгл. Wilmington) град је у америчкој савезној држави Делавер. По попису становништва из 2010. у њему је живело 70.851 становника.

## Географија
Вилмингтон се налази на надморској висини од 28 m.

## Демографија
|                   | 2010.           | 2000.           |
| Укупно            | 70 851 (100,0%) | 72 664 (100,0%) |
| Афроамериканци    | 41 127 (58,05%) | 41 001 (56,43%) |
| Белци             | 19 770 (27,90%) | 23 352 (32,14%) |
| Хиспаноамериканци | 8 788 (12,40%)  | 7 148 (9,837%)  |
| Азијати           | 685 (0,967%)    | 473 (0,651%)    |
| Остали            | 481 (0,679%)    | 690 (0,950%)    |